# Atractus trilineatus
Atractus trilineatus este o specie de șerpi din genul Atractus, familia Colubridae, descrisă de Johann Georg Wagler în anul 1828. Conform Catalogue of Life specia Atractus trilineatus nu are subspecii cunoscute.